# 제임스 F. 블레이크
제임스 프레더릭 블레이크(영어: James Frederick Blake, 1912년 4월 14일 ~ 2002년 3월 21일)는 몽고메리 버스 보이콧 당시 미국인 버스 운전사였다.

## 어린 시절
1912년 4월 14일에 태어난 블레이크는 1943년 12월 23일 앨라배마주 애니스톤의 포트 맥클렐런에서 육군으로 징집되었다.
그는 1974년까지 몽고메리 시티 버스 라인의 버스 기사로 일했다. 은퇴 후에는 모닝뷰 침례교회(Morningview Baptist Church)의 회원이 되었다.

## 로자 파크스

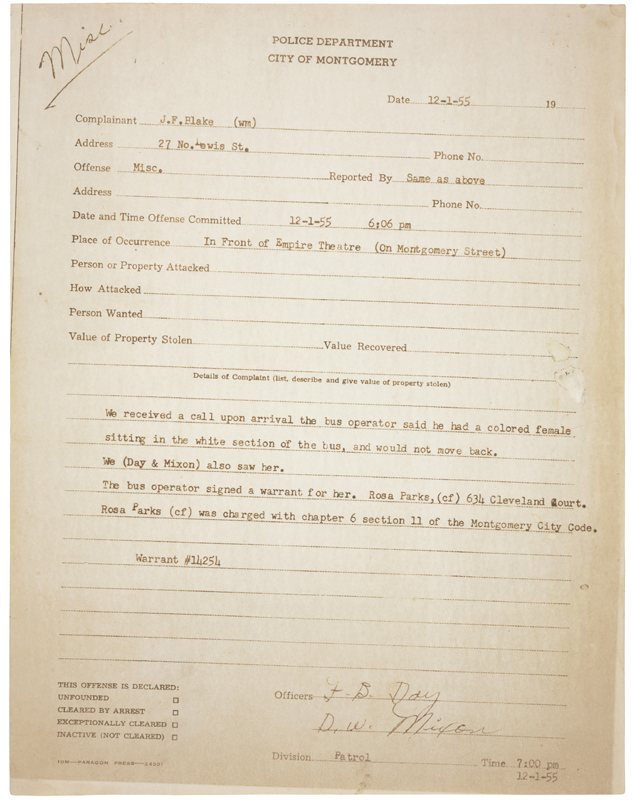
파크스의 체포 보고서의 첫 페이지이다. 블레이크는 고소인이자 영장 발부자로 나와 있다.

1955년 몽고메리 흑인 지도자가 시내 버스 시스템에서 인종차별에 대한 소송을 준비하고 있었다. 파크스는 분리를 지지하는 짐 크로우법에 도전하는 중심 인물로 꼽혔다.
몇 년 전인 1943년에 파크스는 블레이크가 운전하는 버스에 승차하고 있었다. 파크스는 그 버스의 프론트 도어로 들어가 운임을 지불했다. 그 뒷자리에 계속 앉아 있자 블레이크는 몇몇 운전자들이 규칙적으로 부과했던 것처럼 그녀에게 버스에서 내려 백도어로 다시 버스를 타라고 말했다. 그녀는 내려서 다음 버스를 기다렸고 브레이크의 버스를 다시 타지 않겠다고 맹세했다(그 12년 후에 누가 운전하고 있는지 확인하는 것을 잊어버렸다).
블레이크와 파크스는 1955년 12월 1일 다시 만난다. 블레이크는 파크스와 다른 흑인 3명에게 자신이 운전하는 클리블랜드 애비뉴 버스(넘버 2857) 뒤로 이동해 백인 승객들을 위해 공간을 비우라고 명령했다.파크스의 설명에 따르면 블레이크는 "댁들 모두 자리를 비키는 게 좋을 거요."라고 말했다. 그녀가 거부하자 블레이크는 처음 버스 회사에 연락해 상사에게 전화를 걸었다.
블레이크는 워싱턴 포스트 인터뷰에서 이때의 일을 떠올리며 다음과 같이 말하고 있다.
"하기로 한 것처럼 처음 회사에 전화를 했다. 상사에게 연결되자 "그녀에게 주의했나요, 짐?"이라고 해서 "주의했다""고 대답했다. 그러자 그는 다음과 같이 말했다. "이것은 지금도 그 자리에 있는 것처럼 기억한다. "그럼 헬스장, 그걸로 해. 힘을 행사하고 그녀를 내려보내라. 들리니?" 그리고 그것을 나는 실행했다."
파크스는 체포된 후 10달러의 벌금과 4달러의 재판 비용을 부과받았다.후에 블레이크는 경찰에 연락해, 체포 영장에 서명했다(시티 코드 Section 11의 Chapter 6에서는 좌석의 인종적 할당 경찰권을 운전자에게 주었다). 이 체포는 몽고메리 버스 보이콧 사건을 야기했고 1956년 재판 Browder v Gayle로 이어졌다.이 재판을 바탕으로 미국 지방법원은 앨라배마주 몽고메리가 위치한 관할구역의 교통수송 분리를 폐지했다.
그 후 이 사건에 대해 코멘트해 다음과 같이 발언했다.
"나는 내 일을 하는 것 외에는 파크스에게 아무것도 하려고 하지 않았다. 그녀는 시티 코드를 위반하고 있었다. 그러므로 나는 무엇을 하기로 되어 있었는가? 그 끔찍한 버스는 꽉 찼고 그녀는 양보하려고 하지 않았다. 나는 명령했다.나는 경찰의 권한이 있었고, 이것은 시 운전자 누구나 이랬다.그래서 버스가 꽉 찼고 백인이 탔고, 그녀가 그 자리에 앉아 있었기 때문에 그녀에게 양보하라고 했지만 그녀는 그렇게 하려고 하지 않았다."

## 사망
블레이크는 버스 회사(1974년에 몽고메리 시티 라인이 됨)에서 19년 더 일했다. 그는 90세 생일을 한 달도 앞두고 2002년 3월에 몽고메리 자택에서 심장마비로 사망했다. 그와 그의 아내는 결혼한지 68년이 되었다.
로사 파크스는 애도의 뜻을 표하며 "가족들이 그를 그리워할 것이라고 확신한다"고 말했다고 한다.

## 같이 보기
- 몽고메리 버스 보이콧